# Сигнализатор обледенения
Не путать с Индикатором обледенения.
Сигнализа́тор обледене́ния — устройство, предназначенное для непрерывного измерения интенсивности обледенения технических средств, с выдачей информации оператору и в автоматическую систему противообледенения. Применяются преимущественно для контроля обледенения летательных аппаратов и лопаток турбин в промышленных установках.

## Устройство и классификация сигнализаторов обледенения

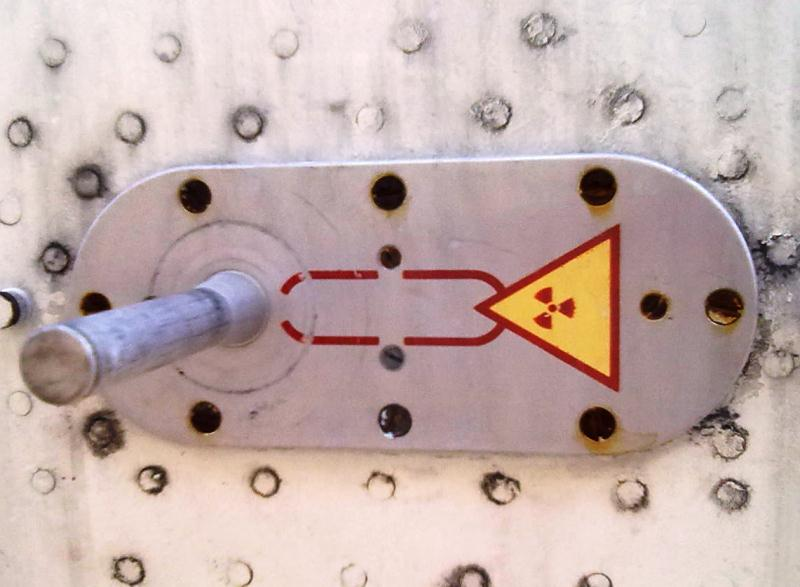
Радиоизотопный датчик обледенения РИО-3

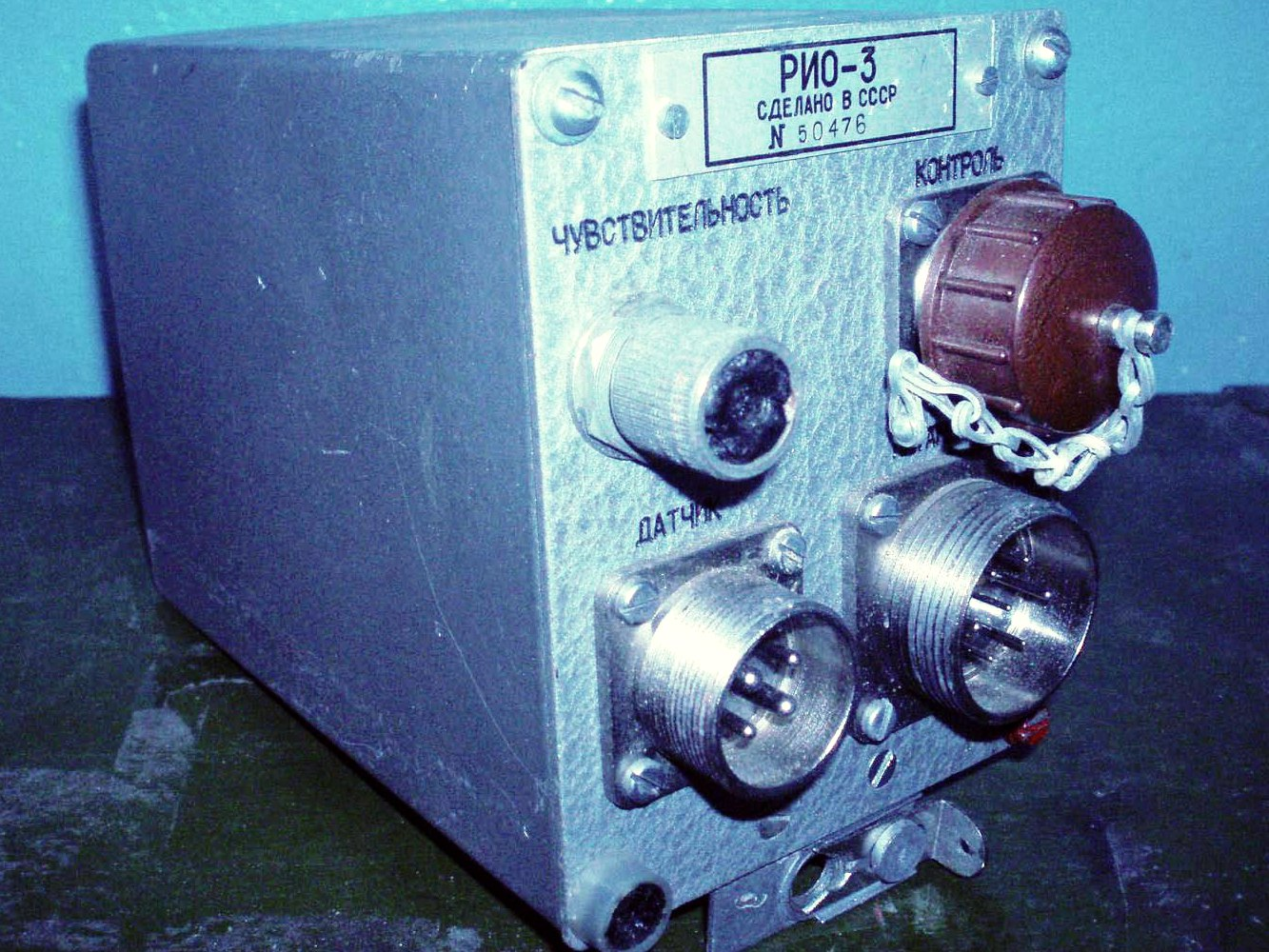
Электронный блок РИО-3

В состав сигнализаторов обледенения входят: датчик, вырабатывающий сигнал о степени обледенения, электронные блоки для усиления сигнала и его обработки по заданным критериям и устройство выдачи информации оператору.
В датчиках могут использоваться разные физические принципы, в соответствии с принципом работы датчика различаются несколько видов сигнализаторов:
- Тепломерные сигнализаторы — температура датчика поддерживается постоянной за счёт изменения мощности нагревателя, и в зависимости от мощности, затрачиваемой на поддержание температуры, и температуры окрущающего воздуха вычисляется — находится датчик непосредственно в воздухе или обрастает льдом;
- Вибрационные сигнализаторы — в них происходит измерение частоты колебаний мембраны, размах колебаний которой уменьшается при обрастании льдом, в связи с чем увеличивается их частота. На таком принципе работают, в частности, СО-121 и EW-164;
- Радиоизотопные сигнализаторы;
- Оптические (оптоэлектронные) сигнализаторы;
- Акустические сигнализаторы;
- Конденсаторные сигнализаторы.

В качестве датчиков обледенения на отечественных воздушных суднах разных типов и назначения широкое применение нашли радиоизотопные сигнализаторы типа РИО-3. Принцип работы этого сигнализатора основан на ослаблении бета-излучения радиоактивного изотопа (стронций-90 + иттрий-90) слоем льда, нарастающего на чувствительной поверхности штыря датчика в полёте. Мощность излучения регистрируется галогенным счётчиком типа СТС-5, и при её уменьшении до заранее заданного порога срабатывания электронный блок выдаёт сигнал «ОБЛЕДЕНЕНИЕ».
Для уменьшения инерционности схемы штырь датчика при входе в зону обледенения непрерывно подогревается встроенным электрическим нагревательным элементом. В связи с относительно высокой радиоактивностью датчика на земле на него надевается красная свинцовая заглушка (либо алюминиевая с фторопластовыми вставками).

### Эксплуатация
В соответствии со ст. № 324 и приложением №44 Федеральных авиационных правил инженерно-авиационного обеспечения авиации радиоизотопные сигнализаторы относятся к системам авиационного оборудования летательных аппаратов по специальности «электрооборудование».

## Примеры сигнализаторов обледенения
- РИО-2М — радиоизотопный авиационный;
- РИО-3 — радиоизотопный авиационный;
- СО-1 — тепломерный промышленный (для газотурбинных установок);
- СО-4А — авиационный (для двигателей);
- СО-121 — вибрационный авиационный;
- ИСО-16 — авиационный;
- EW-164 — авиационный.